# Nneka Onyejekwe

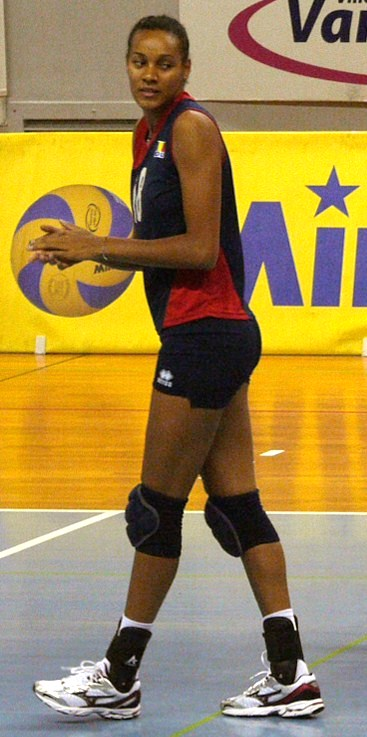
Nneka Onyejekwe reprezentantką Rumunii w 2011 roku

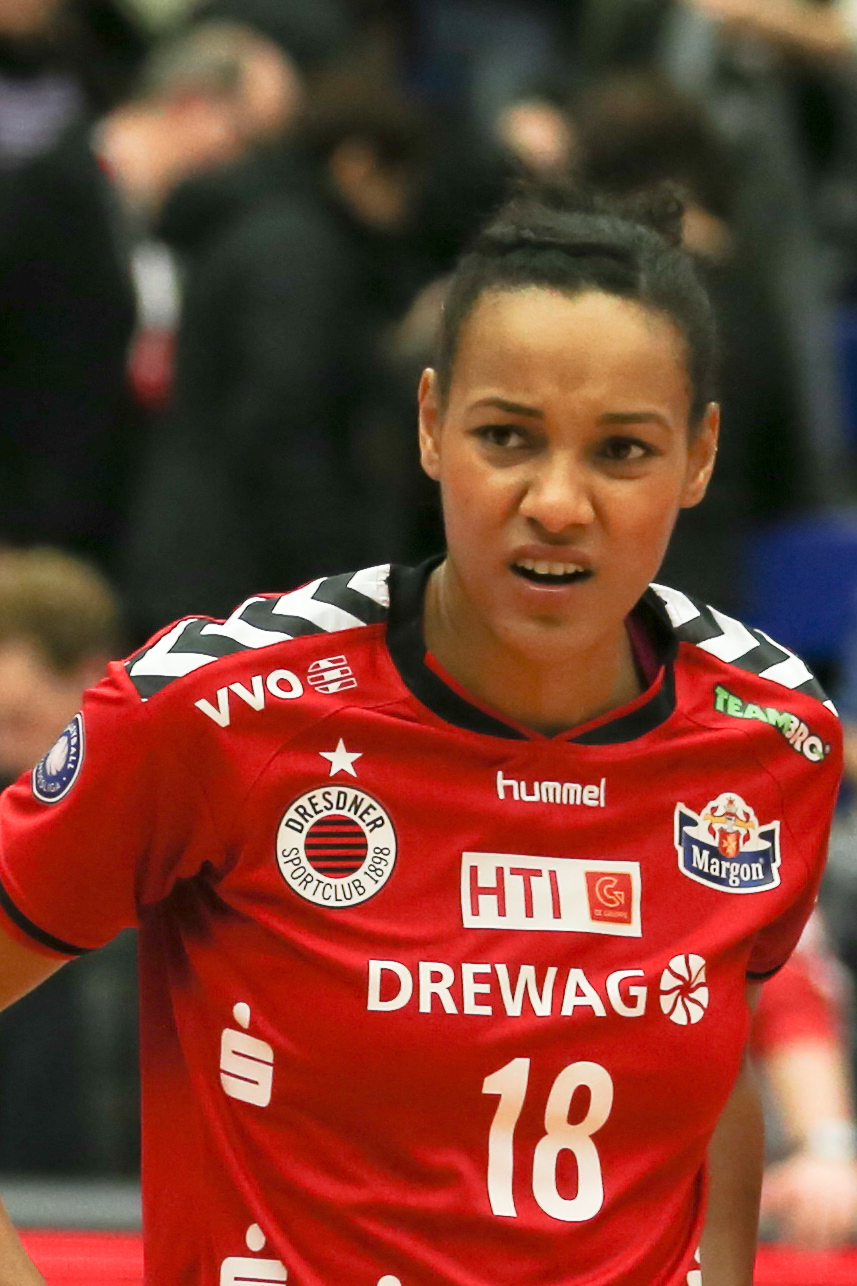
Nneka Onyejekwe zawodniczką Dresdner SC

Nneka Onyejekwe (ur. 18 sierpnia 1989 w Haţeg) – rumuńska siatkarka, reprezentantka kraju, grająca na pozycji środkowej.

## Przebieg kariery
| Lata                      | Klub               |
| ------------------------- | ------------------ |
| 2007–2010                 | CSU Metal Galați   |
| 2010–2014                 | Voléro Zurych      |
| 2014–2015                 | RC Cannes          |
| 2016–2016 (od 08.01.2016) | Dresdner SC        |
| 2016–2019                 | CS Volei Alba-Blaj |
| 2020–2021 (od 06.01.2020) | Dinamo Bukareszt   |
| 2021–2023                 | CSO Voluntari 2005 |
| 2023–                     | CS Volei Alba-Blaj |

## Sukcesy klubowe
Puchar Rumunii:
- 2007, 2008, 2009, 2017, 2019

Mistrzostwo Rumunii:
- 2007, 2008, 2009, 2010, 2017, 2019
- 2018, 2020, 2024[2]
- 2021, 2022[3]

Superpuchar Szwajcarii:
- 2010, 2011

Puchar Szwajcarii:
- 2011, 2012, 2013, 2014

Mistrzostwo Szwajcarii:
- 2011, 2012, 2013, 2014

Mistrzostwo Francji:
- 2015

Puchar Niemiec:
- 2016

Mistrzostwo Niemiec:
- 2016

Liga Mistrzyń:
- 2018

Puchar CEV:
- 2019

Superpuchar Rumunii:
- 2023[4]

## Nagrody indywidualne
- 2018: Najlepsza środkowa turnieju finałowego Ligi Mistrzyń